# Pristimantis carmelitae
Espèce
Synonymes
- Eleutherodactylus carmelitae Ruthven, 1922

Statut de conservation UICN

 EN  : En danger
Pristimantis carmelitae est une espèce d'amphibiens de la famille des Craugastoridae.

## Distribution
Cette espèce est endémique du département de Magdalena en Colombie. Elle se rencontre entre 1 524 et 2 200 m d'altitude dans la Sierra Nevada de Santa Marta.

## Description
L'holotype mesure 33 mm

## Étymologie
Cette espèce est nommée en l'honneur de Myrtle Carmelita Carriker (1893-), l'épouse de Melbourne Armstrong Carriker. C'est chez ses parents tenant une plantation de café dans la Sierra Nevada de Santa Marta qu'Alexander Grant Ruthven a découvert l'holotype de cette espèce.

## Publication originale
- Ruthven, 1922 : The amphibians and reptiles of the Sierra Nevada de Santa Marta, Colombia. Miscellaneous publications of the Museum of Zoology University of Michigan, vol. 8, p. 1-69 (texte intégral).